# 馬卡特區
馬卡特區（西班牙語：Distrito de Macate），是秘魯的一個區，位於該國北部安卡什大區的桑塔省，面積584.65平方公里，海拔高度2,712米，2005年人口4,611，人口密度每平方公里7.9人。